# 水戸田郵便局
水戸田郵便局（みとだゆうびんきょく）は、富山県射水市（旧射水郡大門町）にある郵便局である。局番号は32095。

## 概要
住所：〒939-0403 富山県射水市生源寺167

## 沿革
個別に出典が提示されていない箇所の出典→
- 1884年5月19日 - 地域住民の強い要望により水戸田駅逓と称した郵便取扱所が許可され、同年7月1日に水戸田2481番地の窪地紋助宅にて開局（同人が郵便取扱役〔初代局長〕となる）。
- 1885年11月 - 水戸田2775番地の旧家、堀宗兵衛方に移る。
- 1886年3月 - 水戸田郵便局と改称。
- 1887年3月 - 郵便事務の合理化のため廃局。
- 1921年4月 - 日本の国力進展ととおに水戸田地区の特殊産業である水戸田瓦工業の振興に伴う経済発展があって再び郵便局の必要性に迫られたことを受けて。最初の窪地紋助宅に三等郵便局の水戸田郵便局が再開局。当時は郵便と為替、貯金、簡易保険のみの業務であった。
- 1923年12月 - 電信と電話の事務の取扱開始。
- 1925年5月 - 電話交換の取扱を開始。
- 1926年10月 - 郵便年金などの事務取扱を開始。
- 1941年3月 - 特定郵便局に移管。
- 1951年 - 水戸田村生源寺山下野502ｰ4に初の独立局舎を新築（同年7月移転）。
- 1963年11月 - 電信・電話の取扱が新設の大門電話局へ移る。
- 1975年 - 現在地に新局舎を建設し、同年12月に開局。

## 取扱内容
- 郵便、印紙、ゆうパック、国際郵便、e発送サービス
- 貯金、貯金担保自動貸付け、為替、振替、振込、国債、口座貸越サービス、総合振込、貯金小切手の振出、簡易払い
- 生命保険、バイク自賠責保険、がん保険
- ゆうちょ銀行ATM